# بارنز اند نوبل
شرکت بارنز اند نوبل بزرگترین خرده فروشی کتاب در ایالات متحده آمریکا است. این شرکت به‌طور عمده از طریق فروشگاه‌های زنجیره ای کتاب خود که کتاب فروشی‌های بارنز اند نوبل(به انگلیسی:Barnes & Noble Booksellers) نام دارند فعالیت می‌کند.

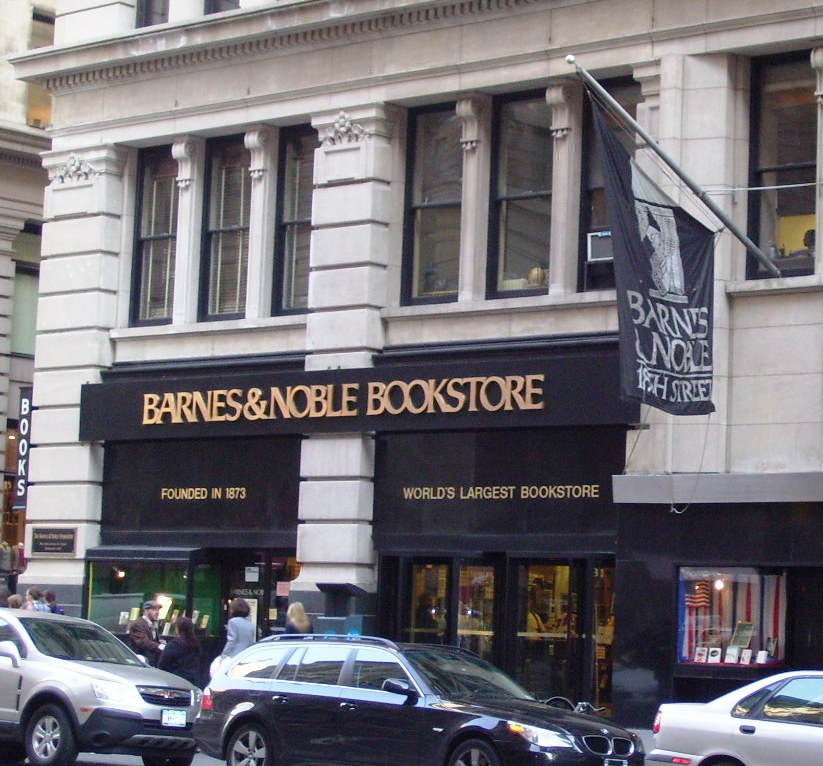
بارنز اند نوبل در ۱۰۵ خیابان پنجم منهتن نیویورک که از سال ۱۹۳۲ فعالیت می‌کند.

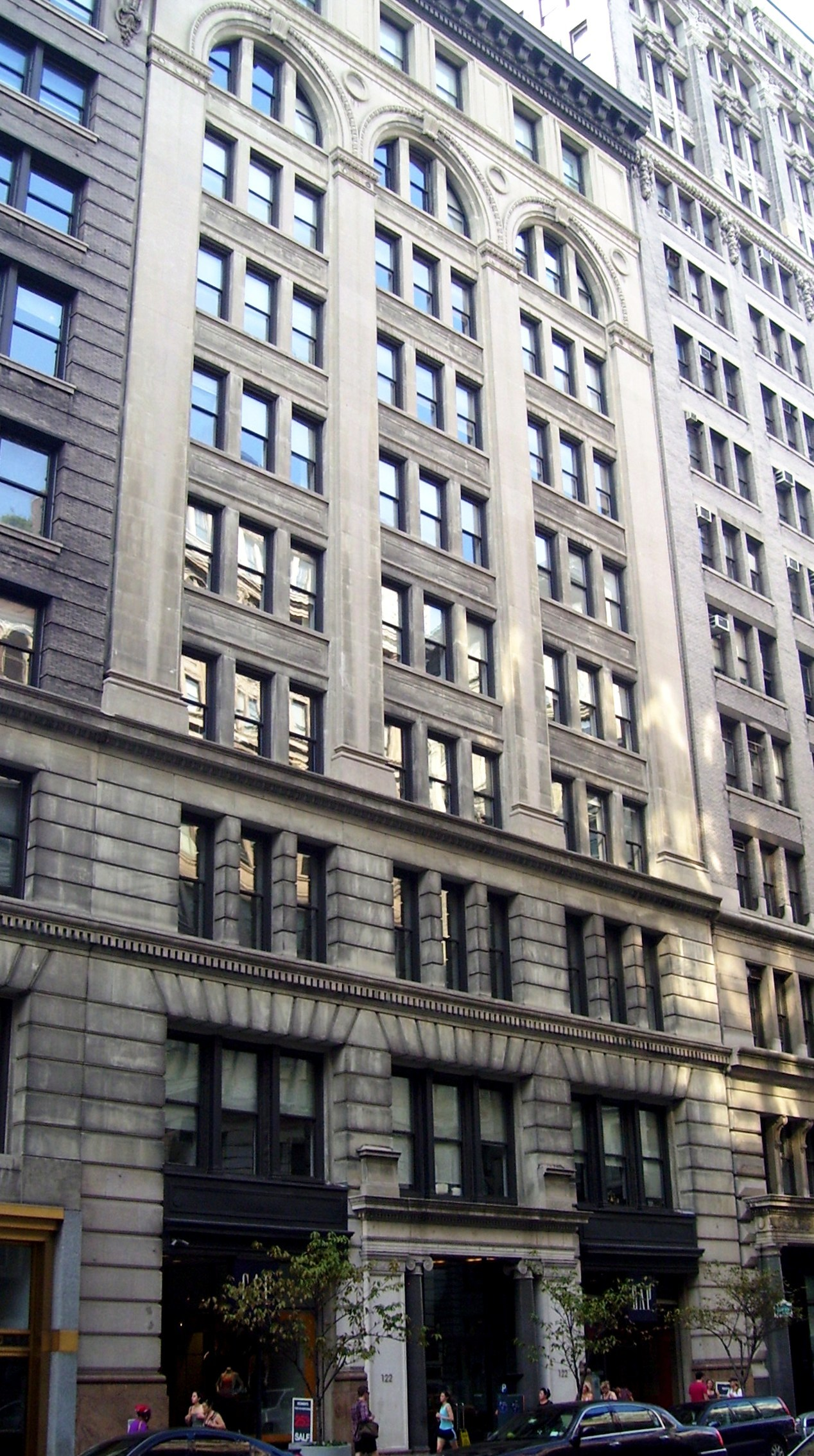
شعبهٔ اصلی این کتاب فروشی واقع در شمارهٔ ۱۲۲ خیابان پنجم

شعبهٔ اصلی این کتاب فروشی واقع در شمارهٔ ۱۲۲ خیابان پنجم در ناحیهٔ فلت آیرن منهتن نیویورک است. همچنین در گذشته بارنز اند نوبل کتابفروشی زنجیره ای کوچکی را هم اداره می‌کرد که عمدتاً در مراکز خرید قرار داشتند و پس از مدتی منحل شد. این شرکت به واسطهٔ مغازه‌های بزرگ خود که اکثر آنها دارای کافی شاپ‌های استارباکس هستند و به دلیل تخفیف‌های قابل توجه کتاب‌های پرفروش معروف است. بیشتر این فروشگاه‌ها مجله، دی‌وی‌دی، روزنامه، داستان‌های تصویری، هدایا، بازی‌ها، موسیقی نیز می‌فروشند. بازی‌های ویدئویی و وسایل وابسته قبلاً در گیم استاپ به‌فروش می‌رسید تا اکتبر ۲۰۰۴ زمانی که از یکدیگر جدا شدند و به صورت دو شرکت مستقل عمل می‌کنند. همچنین بارنز اند نوبل با فروش کتاب‌های الکترونیکی نوک
و همین‌طور نشان خود که یک خرس عروسکی به نام بارنزی است شناخته می‌شود.
این شرکت (طبق آمار ۳۰ اکتبر ۲۰۱۰) ۷۱۷ فروشگاه را در تمامی ۵۰ ایالت آمریکا و واشینگتن دی.سی. و کتاب فروشی ۶۳۷ دانشگاه را اداره می‌کند و حدود چهار میلیون دانشجو و ۲۵۰٬۰۰۰ کادر دانشگاه را در سرتاسر ایالات متحده خدمات رسانی کرده‌است.